# سكوت مولينا
سكوت مولينا (بالإنجليزية: Scott Molina)‏ هو تريثلت أمريكي، ولد في 29 فبراير 1960 في بيتسبورغ في الولايات المتحدة.

## وصلات خارجية
- الموقع الرسمي
- سكوت مولينا على موقع اتحاد الترياتلون الدولي (الإنجليزية)
- سكوت مولينا على موقع IAT Triathlon Database (الإنجليزية)